# Палепяйське староство
Палепяйське староство (лит. Paliepių seniūnija) — одне з 12 староств Расейняйського району, Каунаського повіту Литви. Адміністративний центр — село Суяйняй.

## Географія
Розташоване в центральній Литві в центрально-західній частині Расейняйського району.
Межує з Відуклеським староством на заході і півночі, Расейняйським — на сході та півночі, Расейняйським міським — на сході, Калнуяйським — на південному сході і півдні, і Шимкайчяйським староством Юрбаркского району — на півдні.

## Населення
Палепяйське староство включає в себе 25 сіл.